# West Wendover, Nevada
West Wendover là một thị xã thuộc tiểu bang Nevada, Hoa Kỳ.
Quận này được đặt tên theo. Theo điều tra dân số của Cục điều tra dân số Hoa Kỳ năm 2000, đô thị này có dân số 4721 người. Đô thị này là một phần của Khu vực thống kê tiểu đô thị Elko.